# Tropicanus calidus
Tropicanus calidus är en insektsart som beskrevs av Delong 1944. Tropicanus calidus ingår i släktet Tropicanus och familjen dvärgstritar. Inga underarter finns listade i Catalogue of Life.